# Celso Esquivel
Celso Esquivel (* 20. März 1981 in General Artigas) ist ein paraguayischer Fußballspieler.
Esquvel gab sein Debüt in der Primera División als 18-Jähriger im Juni 1999 im Trikot von San Lorenzo. Für dieses Team spielte er sieben Jahre, bevor er im Sommer 2006 zum Ligakonkurrenten Racing Club Avellaneda wechselte. Im Jahr 2007 spielte er für erneut für San Lorenzo, bevor er Anfang 2008 in sein Heimatland zu Sportivo Luqueño wechselte. Mitte 2008 kehrte er nach Argentinien zurück und spielte eine Saison für CA Talleres aus Córdoba. Anschließend schloss er sich erneut Sportivo Luqueño an. Im Jahr 2010 beendete er seine Profilaufbahn und spielte in den folgenden drei Jahren bei unterklassigen argentinischen Klubs, bevor er in den Jahren 2013 und 2014 bei Club Sol de América sowie Sportivo Carapeguá einen neuerlichen Anlauf nahm. Seit 2015 spielt er wieder in kleineren argentinischen Vereinen.
Den größten Erfolg seiner Karriere feierte er 2004 bei den Olympischen Sommerspielen in Athen, als er zusammen mit der paraguayischen Olympiamannschaft den zweiten Platz des olympischen Fußballturniers erreichte.